# Wrona mała
Wrona mała (Corvus bennetti) – gatunek średniej wielkości ptaka z rodziny krukowatych (Corvidae) zamieszkujący Australię. Nie jest zagrożony.

## Systematyka
Nie wyróżnia się podgatunków. Proponowany podgatunek bonhoti z zachodniej Australii nie zyskał akceptacji jako zbyt mało odróżniający się od reszty populacji. Przypisany do C. bennetti domniemany podgatunek queenslandicus (wschodni Queensland) okazał się opisany w oparciu o błędnie zidentyfikowany okaz wrony papuaskiej (C. orru).

## Morfologia
Wrona mała z wyglądu bardzo przypomina wronę papuaską – ma białą podstawę szyi oraz przejaśnienia na głowie, co widać w trakcie stroszenia na silnym wietrze. Jest jednak nieco mniejsza – osiąga 42–48 cm długości. Ma też proporcjonalnie mniejszy dziób. Posiada podobnie białą tęczówkę, która odróżnia te dwa australijskie gatunki od pozostałych w rodzaju Corvus, poza paroma wyspiarskimi gatunkami na północ od Australii i jednym żyjącym w Eurazji – kawką (Corvus monedula). Podobnie jak kruk australijski, wrona mała ma niebieską obwódkę wokół źrenic, a czasem również taką otoczkę po najbardziej zewnętrznej krawędzi białej tęczówki.

## Występowanie
Posiada szeroki zasięg areału. Występuje głównie w zachodniej i centralnej części Australii, często zasiedlając bardzo suche, pobliskie obszary pustynne. To częsty mieszkaniec małych miast i terenów rolniczych, gdzie stada wron małych przypominają tamtejszej ludności europejskie skupiska gawronów.

## Zachowanie
Pożywienie
Żeruje głównie na ziemi, a w skład jej diety wchodzą owady, rośliny zbożowe i inne nasiona. W mniejszym stopniu wyjada padlinę i resztki pozostawionego pokarmu niż inne australijskie gatunki rodzaju Corvus.
Gniazdowanie
Gnieździ się w małych, luźnych koloniach, budując swe lęgowiska z patyków i gałęzi spojonych błotem (jedyny australijski gatunek, który ma to w zwyczaju).
Głos
Wydaje dźwięk nark-nark-nark-nark. Potrafi jednak krakać w sposób bardziej kojarzony z krukowatymi – kah-kah-kah.

## Status
IUCN uznaje wronę małą za gatunek najmniejszej troski (LC, Least Concern) nieprzerwanie od 1988 roku. Całkowita liczebność populacji nie została zbadana, ale jej trend jest oceniany jako malejący. Jest to nadal ptak liczny (nie kwalifikuje się do uznania go za gatunek zagrożony wyginięciem).